# Cryptops pauliani
Cryptops pauliani är en mångfotingart som beskrevs av Lawrence 1960. Cryptops pauliani ingår i släktet Cryptops och familjen Cryptopidae.
Artens utbredningsområde är Madagaskar. Inga underarter finns listade i Catalogue of Life.